# Pandémie de Covid-19 en Islande
La pandémie de Covid-19 en Islande démarre officiellement le 28 février 2020. À la date du 12 septembre 2022, le bilan est de 213 morts.
Le 22 avril 2020, le nombre total de cas enregistrés est de 1 785, dont 1 462 se sont rétablis et 10 sont décédés. Avec une population totale de 364 260 habitants (au 31 décembre 2019), le taux d'infection est d'un cas pour 245 habitants, l'un des plus élevés au monde. Toutefois, le pays est également celui où le nombre de tests effectués par habitant est le plus élevé au monde. Il s'agit notamment d'un dépistage de la population générale dirigé par la société islandaise DeCODE Genetics pour déterminer la véritable propagation du virus dans la population. Au 3 avril, le taux de létalité lié au Covid-19 en Islande était le deuxième plus bas au monde, à 0,29 %. 
La réponse à la pandémie des autorités sanitaires islandaises s'est concentrée sur le dépistage massif et précoce, la recherche des contacts et des mesures de distanciation sociale telles que l'interdiction des rassemblements de plus de 20 personnes. En tant que membre de l'espace Schengen, l'Islande restreint les voyages non essentiels de personnes qui ne sont pas des citoyens de l'UE, du Royaume-Uni ou des pays de l'AELE dans la zone, mais n'a pas imposé d'autres restrictions formelles contre les voyages internationaux ou nationaux.

## Contexte
Le 12 janvier 2020, l'Organisation mondiale de la santé (OMS) a confirmé qu'un nouveau coronavirus était à l'origine d'une maladie respiratoire chez un groupe de personnes de la ville de Wuhan, province du Hubei, Chine, qui a été signalée à l'OMS le 31 décembre 2019,. 
Le taux de létalité pour Covid-19 a été beaucoup plus faible que le SRAS de 2003 , mais la transmission a été significativement plus élevée, avec un nombre total de décès important.  

## Chronologie

Nombre de cas déclarés (bleu) et décès (rouge) (échelle logarithmique). Les différences quotidiennes sont indiquées en pointillés.

| Origine des infections à Covid-19 en Islande | Origine des infections à Covid-19 en Islande | Origine des infections à Covid-19 en Islande |
| -------------------------------------------- | -------------------------------------------- | -------------------------------------------- |
| Importé                                      | Italie                                       | 42                                           |
| Importé                                      | Autriche                                     | 39                                           |
| Importé                                      | Suisse                                       | 9                                            |
| Importé                                      | États-Unis                                   | 6                                            |
| Importé                                      | Royaume-Uni                                  | 2                                            |
| Importé                                      | Danemark                                     | 1                                            |
| Importé                                      | Asie non spécifiée                           | 1                                            |
| Importé                                      | Autre non spécifié                           | 233                                          |
| Importé                                      | Total importé                                | 333                                          |
| Communautaire                                | Communautaire                                | 1 265                                        |
| Indéterminé                                  | Indéterminé                                  | 18                                           |
| Total                                        | Total                                        | 1 616                                        |
| Au 7 avril 2020.                             |                                              |                                              |

### Janvier 2020
Le Département de la protection civile a déclaré une phase d'incertitude le 27 janvier en réponse à l'épidémie de Covid-19 (connue à l'époque sous le nom provisoire 2019-nCov) en Chine. 

### Février 2020
Le 28 février, l'Islande a confirmé son premier cas de Covid-19, un homme islandais d'une quarantaine d'années, qui avait fait un voyage de ski à Andalo dans le nord de l'Italie et est rentré chez lui le 22 février; lorsqu'il a développé des symptômes après son arrivée, il a été mis en quarantaine à l'hôpital Landspítali de Reykjavik,. Par la suite, la Commission nationale de la police islandaise a déclaré un état d'alerte. 

### Mars 2020
Le 1er mars, un deuxième et un troisième cas ont été confirmés, il s'agit un homme islandais dans la cinquantaine qui était rentré chez lui le 29 février de Vérone, et une femme dans la cinquantaine qui était rentrée chez elle d'Italie via Munich. 
Le 2 mars, six autres cas ont été confirmés, ce qui porte le total à neuf: cinq hommes et quatre femmes. À cette époque, tous les cas se sont produits dans la région de Reykjavik. Cinq de ces cas ont été retracés en Italie. En réponse, la Direction de la santé a défini l'Italie comme une zone à risque pour la maladie, et tous ceux qui arrivent en Islande en provenance d'Italie sont invités à se mettre en quarantaine à domicile pendant 14 jours. Le neuvième cas est celui d'un Islandais qui a séjourné en Autriche et s'est envolé pour son pays le 1er mars. Après que d'autres cas ont été retracés à Ischgl en Autriche, la Direction de la santé a défini Ischgl comme une zone à haut risque. Les autorités de l'État autrichien du Tyrol soutiennent cependant que les Islandais revenant d'Ischgl ont probablement été infectés lors de leur vol de Munich, mais cela est considéré comme « très peu probable » par les autorités sanitaires islandaises car ce groupe a présenté des symptômes très peu de temps après le vol,.
Le 3 mars, dans un communiqué de presse officiel, des sanctions ont été annoncées à l'encontre de ceux qui enfreindraient la quarantaine, qui comprend jusqu'à trois mois de prison, car elle est considérée comme une contamination intentionnelle. 
Au 5 mars, environ 400 personnes étaient en quarantaine à domicile en Islande et environ 330 personnes avaient été dépistées pour le virus, mais aucun cas de transmission au sein de la communauté n'avait été identifié. Parmi les individus qui avaient été testés pour le virus, 35 avaient été confirmés comme infectés par Covid-19, mais les responsables ont averti que ce chiffre augmenterait lorsque des résultats de tests supplémentaires seraient disponibles dans les jours suivants. 
Le 6 mars, le nombre total de personnes infectées est passé à 45, dont les 4 premiers cas de transmission locale du virus,. Le Département islandais de la protection civile et de la gestion des urgences a déclaré une phase de détresse en matière de protection civile quelques minutes après la confirmation officielle de la transmission locale de Covid-19. 
Le 7 mars, cinq cas supplémentaires ont été confirmés : trois cas de transmission locale et deux dans des zones à haut risque préalablement définies. Les sept cas confirmés de transmission locale se trouvent dans la région de Reykjavik. À cette date, 484 tests ont été administrés. 
Le 8 mars, le nombre total de personnes infectées est passé à 58, dont 10 cas de transmission locale. Trois cas identifiés le 8 mars concernaient des résidents islandais qui étaient revenus en Islande par un vol spécial au départ de Vérone le 7 mars; tous les passagers étaient des résidents islandais qui avaient passé du temps dans des zones à haut risque, et des précautions particulières avaient déjà été prises pour garantir qu'ils resteraient isolés des autres passagers à leur arrivée à l'aéroport international de Keflavík. 
Le 9 mars, deux passagers supplémentaires du vol spécial au départ de Vérone du 7 mars ont été testés positifs au Covid-19. Trois cas de transmission locale ont été identifiés et deux cas de résidents islandais revenant des domaines skiables des Alpes, ce qui porte le total à 65. 
Au 8 mars, aucun patient Covid-19 n'était suffisamment malade pour nécessiter une hospitalisation. 
Le 11 mars, il a été signalé qu'un patient positifs au Covid-19 avait développé des symptômes plus graves et admis à l'hôpital, devenant ainsi le premier patient en Islande à développer plus que des symptômes bénins de la maladie. Le 11 mars également, 90 personnes au total avaient reçu un diagnostic de Covid-19 et 700 étaient en quarantaine. 
Le 13 mars, il a été annoncé lors d'une conférence de presse que les universités et les écoles secondaires fermeraient à partir du lundi 16 mars, jour où une interdiction de rassemblements publics de plus de 100 personnes serait mise en place. 
Le 15 mars, il a été signalé que trois patients Covid-19 en Islande étaient désormais hospitalisés, un en soins intensifs et un centre de santé dans la capitale (à Mosfellsbær) a été fermé après qu'un employé s'est révélé positif pour la Covid-19. Au total, 171 cas ont été confirmés, dont la majorité peut être attribuée aux domaines skiables des Alpes. L'épidémiologiste en chef Þórólfur Guðnason a déclaré que la moitié des personnes en Islande qui ont été testées positives pour Covid-19 étaient déjà en quarantaine (après être rentrées chez elles après un voyage international ou avoir été en contact avec une personne infectée), suggérant que des mesures pour contrôler la l'épidémie par quarantaine et isolement en Islande ont été efficaces jusqu’à présent. On estime que 2 500 personnes s'isolent, le nombre augmentant quotidiennement. 
Le 17 mars, la première personne atteinte de coronavirus a été confirmée morte, à l'âge de 36 ans. Il s'agissait d'un citoyen australien qui visitait l'Islande avec sa femme. Il a consulté un médecin en raison d'une maladie grave et est décédé peu de temps après son arrivée au dispensaire de Húsavík. Le Dr Brynjólfur Þór Guðmundsson a déclaré que Covid-19 était la cause probable du décès. Cependant, cela a été contesté plus tard par le Dr óorólfur Guðnason, chef du programme national de vaccination de la direction de la santé dans son interview au radiodiffuseur public RUV : « Bien qu'il [le visiteur] ait été trouvé infecté par le coronavirus, il est peu probable que cette maladie ait été la cause de sa mort ». Ses symptômes sont apparus très rapidement et n'étaient pas ceux généralement associés aux décès de Covid-19. La famille australienne de l'homme avait également été informée que les responsables de la santé ne pensaient pas que la cause du décès était due à Covid-19,.

### Avril 2020
Deux patients de l'hôpital Landspítali sont décédés le 1er avril, un homme et une femme dans la soixantaine. L'homme, âgé de 75 ans, était l'époux de la femme décédée le 23 mars. 
Une application mobile pour retracer les infections a été développée et lancée le 1er avril; après avoir passé l'examen de Google et d'Apple,, l'application a été téléchargée près de 75 000 fois avant le 3 avril 2020. 
Deux autres décès sont survenus à cause du virus le 5 avril, portant le nombre total de décès à six. L'un des défunts était Sigurður Sverrisson, 67 ans, un célèbre joueur de bridge islandais; l'autre était Gunnsteinn Svavar Sigurðsson, un homme résidant dans une maison de soins infirmiers dans les Westfjords, âgé de 82 ans,.

### Janvier 2021
Au 7 janvier 2021, il y a eu 5 832 cas, 5 676 guérisons, 29 décès et la tendance actuelle est à l'amélioration.

## Mesures de prévention
Le 24 janvier 2020, la Direction de la santé a annoncé des mesures préventives pour freiner la propagation du SARS-CoV-2. Les passagers arrivant à l'aéroport international de Keflavík avec des signes d'infection respiratoire et les personnes asymptomatiques qui se trouvaient à Wuhan depuis 14 jours ont fait l'objet d'une évaluation médicale à l'aéroport. 
Depuis le 2 mars, les agents de santé islandais sont encouragés à éviter les voyages et à rester dans le pays. 
Au 16 mars, aucune mesure officielle distanciation physique, aucune limitation ou interdiction des rassemblements publics n'étaient en vigueur. Cependant, les organisateurs ont annulé ou reporté un certain nombre d'événements à venir, notamment la conférence annuelle de l'École des sciences humaines de l'université d'Islande, Hugvísindaþing, qui devait avoir lieu les 13 et 14 mars. 
Lors d'une conférence de presse le 13 mars, il a été annoncé que les rassemblements publics de plus de 100 personnes seraient interdits et les universités et écoles secondaires fermées pendant quatre semaines. Plus tard dans la journée, des annonces ont été faites qui affirmaient ou soulignaient que : 
- l'achat de panique n'était pas nécessaire[réf. nécessaire] ;
- aucune pénurie de nourriture ou de médicaments n'était prévue[53] ;
- les écoles élémentaires et les écoles maternelles ne seraient pas fermées, bien que des restrictions soient en place pour maximiser la distanciation sociale au sein des écoles ;
- toutes les écoles de la région de Reykjavik fermeraient le 16 mars afin de se préparer[54].

La Direction de la santé et le Département de la protection civile et de la gestion des urgences ont lancé conjointement un site officiel, [Quand ?] avec les dernières informations en islandais et en anglais. 
Le 16 mars, la chaîne de supermarchés Samkaup a annoncé que 27 épiceries à travers l'Islande auraient des horaires de magasinage spéciaux pour les membres vulnérables du public, y compris les personnes âgées et celles souffrant de maladies chroniques et sous-jacentes. À partir du 17 mars, certains sites de Nettó et Kjörbúðin réserveraient l'heure de 9 h à 10 h aux acheteurs les plus à risque de complications graves s'ils contractaient la Covid-19. 
Depuis le 18 mars, le monde entier est défini comme une zone à haut risque. Tous les voyages à l'étranger sont découragés et les résidents islandais actuellement à l'étranger sont encouragés à rentrer chez eux dès que possible. Les résidents islandais qui arrivent de l'étranger seront désormais mis en quarantaine. 
Le 21 mars, une interdiction plus stricte des réunions publiques a été mise en place à Vestmannaeyjar. Les rassemblements de plus de 10 personnes y seraient désormais interdits.  Une interdiction encore plus stricte a été annoncée pour le quartier de Húnaþing vestra, où tous les habitants ont reçu l'ordre de rester chez eux sauf pour acheter des produits de première nécessité. 
À partir de minuit le 24 mars 2020, une interdiction nationale des assemblées publiques de plus de 20 ans est entrée en vigueur. Toutes les piscines, musées, bibliothèques et bars ont été fermés, tout comme les commerces nécessitant une proximité inférieure à 2 m (coiffeurs, tatoueurs, etc.). 

### Dépistages et mise en quarantaine
Les responsables de la santé islandais ont utilisé des quarantaines volontaires à domicile pour tous les résidents revenant de zones à haut risque définies et des tests de dépistage des virus comme principal moyen de prévenir la transmission au sein de la communauté. Les responsables de la santé islandais ont testé un nombre proportionnellement élevé de passagers arrivant de zones à haut risque pour la Covid-19, dans l'espoir qu'une détection précoce des infections empêchera leur propagation.    
L'une des premières préoccupations des résidents islandais placés en quarantaine à domicile a été le droit des employés à un congé payé pendant leur mise en quarantaine ; il a été annoncé le 5 mars que l'épidémie de Covid-19 entraînera probablement des modifications de la législation dans les prochaines semaines. 
On a demandé à ceux qui présentaient des symptômes de Covid-19 d'éviter les centres de soins de santé et les hôpitaux sans appeler à l'avance, afin d'éviter d'exposer des personnes vulnérables au virus. Même les symptômes bénins de la maladie doivent être signalés au numéro local 1700 (+354 544–4113 pour les numéros étrangers) pour plus d'informations. 
Des installations de quarantaine officielles pour les personnes en bonne santé qui ne peuvent pas entrer en quarantaine à domicile (par exemple, les ressortissants étrangers) ont été établies dans un hôtel local à Reykjavik. La Croix-Rouge islandaise (en) aidera ceux qui ont besoin d'aide à acquérir des produits de première nécessité pendant la quarantaine et l'isolement. Toute personne en quarantaine ou isolée en Islande peut contacter le service d'assistance téléphonique de la Croix-Rouge au 1717 (+354 580 1710 à partir de numéros étrangers), ouvert 24 h / 24 et 7 j / 7. 
Initialement, les tests Covid-19 pour les résidents islandais en quarantaine ont eu lieu principalement dans leurs propres maisons. En raison du volume élevé de tests requis, la décision a été prise d'utiliser des unités mobiles stationnées à l'extérieur des dispensaires ; les personnes ne présentant pas de symptômes graves qui nécessitent un test doivent contacter les autorités pour réserver une heure et un lieu. 
Une pénurie de tests a réduit le volume des tests Covid-19 en Islande, entravant les efforts de contrôle et de traçage. Le 22 mars, il a été annoncé qu'une commande de 5 000 écouvillons devant arriver la semaine suivante avait été réduite à bref délai de 3 000. La découverte inattendue de 6 000 écouvillons supplémentaires dans un entrepôt a été annoncée le 26 mars 2020.
Aucun confinement général comparable à ceux instaurés en Chine ou en Europe (France, Italie, Espagne, etc.) n'a été décrété car la progression de l'épidémie n'est pas aussi forte.